# Final noise
Final noise is het tweede livealbum van The Enid. Die muziekgroep was eigenlijk al opgeheven toen dit album verscheen. De laatste twee leden Godfrey en Stewart runden hun eigen geluidsstudio. November 1988 viel (voorlopig) het doek voor The Enid. Stewart wilde verder als geluidstechnicus, Godfrey als begeleider. Wel verscheen van hun samen het album The seed and the sower, maar niet meer onder de bandnaam. In 1989 ging ook de geluidsstudio dicht en verhuisde.
In 1990 probeerde Godfrey het onder eigen naam. In 1993 startte hij Come September, opnamen voor een ep werden gemaakt, maar ook voor die band viel het doek vroegtijdig. In 1993 probeerde Godfrey een nieuwe versie van The Enid op te zetten.
Het album vermeldde geen plaats en datum van opnamen.

## Musici
- Robert John Godfrey – toetsinstrumenten
- Stephen Stewart – gitaar
- Damian Risdon, Chris North – slagwerk
- Niall Feldman – basgitaar
- Robert Perry – toetsinstrumenten
- Troy Donockley - blaasinstrumenten

## Nummers
| Nr. | Titel                                                     | Duur  |
| --- | --------------------------------------------------------- | ----- |
| 1.  | Childe Roland (Godfrey, Francis Lickerish, Stewart)       | 7:14  |
| 2.  | Hall of mirrors (Godfrey, Gilmour, Stewart)               | 4:59  |
| 3.  | Song for Europe (Godfrey, Stewart)                        | 4:27  |
| 4.  | Something wicked this way comes (Godfrey, Stewart, North) | 9:53  |
| 5.  | Sheets of blue (Godfrey, Stewart)                         | 12:05 |
| 6.  | Chaldean crossing (Godfrey, Stewart, Risdon)              | 11:07 |
| 7.  | La Rage (Godfrey)                                         | 12:08 |
| 8.  | Earthborn (Godfrey, Perry)                                | 5:58  |
| 9.  | Jerusalem (Charles Hubert Parry, Godfrey)                 | 4:01  |